# Pachyiulus berlesei
Pachyiulus berlesei är en mångfotingart som beskrevs av Karl Wilhelm Verhoeff 1894. Pachyiulus berlesei ingår i släktet Pachyiulus och familjen kejsardubbelfotingar. Inga underarter finns listade i Catalogue of Life.